# Diaphus kapalae
Diaphus kapalae és una espècie de peix de la família dels mictòfids i de l'ordre dels mictofiformes.

## Hàbitat
És un peix marí i d'aigües subtropicals que viu fins als 290 m de fondària.

## Distribució geogràfica
Es troba a Nova Gal·les del Sud (Austràlia).